# Maria Manuela Jardim Gouveia
Maria Manuela Jardim Gouveia (n. Bolama, 7 de Julho de 1949) é uma professora, escultora e pintora portuguesa.
Manuela Jardim, estudou escultura na Faculdade de Belas-Artes da Universidade de Lisboa e na Fundação Ricardo do Espírito Santo frequentou os cursos de gravura, têxteis e decoração. Estudou ainda serigrafia em Paris, no Institut National d'Education Populaire. No FAOJ (Fundo de Apoio aos Organismos Juvenis) exerceu as funções de técnica de Artes Plásticas.
Fez parte da representação de Portugal em algumas Bienais dos Artistas dos Países Mediterrâneos como na Grécia em 1986 e Marselha em 1990.

## Obras
- São da autoria da artista dois selos e um bloco filatélico, comemorativos da visita do Papa Paulo II à Guiné.
- Serigrafia comemorativa do Centenário do Aquário Vasco da Gama.

## Prémios
- Prémio CARTAZ (1978) (FAOJ/DGD)
- Menção Honrosa em Pintura (1984) (Interarte)
- Prémio Obra de Mérito (1991) (PORT/ART 91)
- Título de " Amigo " (1992) (UCCLA)
- Prémio AI-UÉ Pintura / Dia de África (1993)

## Exposições
Diversas exposições, quer individuais, quer colectivas em diversos países como, Portugal, Espanha, Cabo Verde, Macau, S. Tomé e Príncipe, Bélgica e Marrocos.